# کاستیک (نورشناسی)

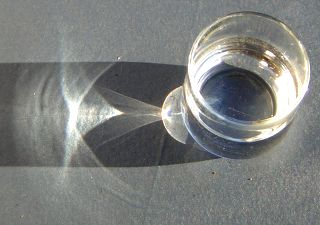
کاستیک ایجاد شده توسط یک لیوان آب.

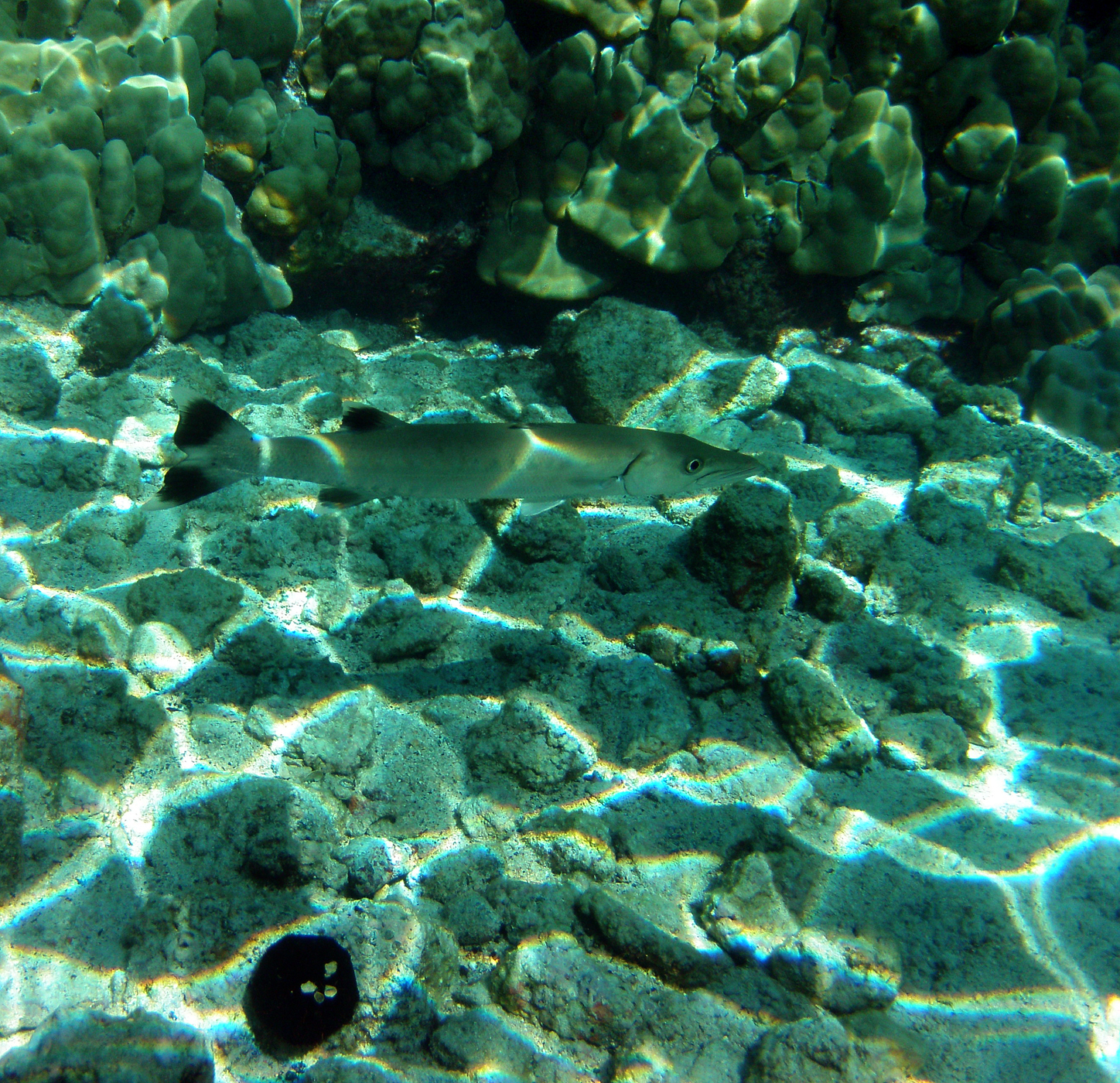
کاستیک ایجاد شده توسط سطح آب.

زمانی که نور از سطوح غیرصاف و منحنی عبور می‌کند، باعث ایجاد نواحی تمرکز پرتوهای نور می‌شود که به آن «کاستیک» می‌گویند.

منظور از کاستیک (به انگلیسی: Caustic) یا شبکه کاستیک در نورشناسی، منحنی محاطی پرتوهای نور شکسته شده یا منعکس شده توسط یک شیء یا سطح منحنی، یا تصویر آن منحنی محاطی پرتوهای نور روی سطحی دیگر است. کاستیک منحنی یا سطحی است که هر کدام از پرتوهای نور مماس به آن هستند، که باعث شکل‌گیری مرزی از یک منحنی محاطی از پرتوهای نور به شکل یک منحنی از نورهای متمرکز می‌شود.

## گرافیک رایانه ای
امروزه اکثر سیستم‌های رندرینگ در گرافیک رایانه ای، توانایی محاسبه و ایجاد کاستیک را دارند. برخی از آنها حتی توانایی محاسبه کاستیک حجمی را نیز دارند. این کار از طریق تکنیک رهگیری پرتو مسیرهای محتمل یک پرتو نور، با در نظر گرفتن شکست و انعکاس نور انجام می‌شود. تکنیک Photon mapping یکی از راه‌های اجرای این کار است. امکان کاستیک حجمی نیز از طریق تکنیک رهگیری مسیر حجمی امکان‌پذیر است.
مثال‌هایی از تکنیک کاستیک پرتوی رهگیری شده را در اینجا می‌توان دید.